# Associação Fonográfica Portuguesa
Associação Fonográfica Portuguesa (AFP) hiện nay là hiệp hội công nghiệp thu âm tại Bồ Đào Nha. Thành lập vào năm 1989, nó đã thành công với việc xuất hiện GPPFV (nhóm các nhà sản xuất bản thu âm và videograms Bồ Đào Nha) và UNEVA (Liên hiệp các biên tập viên âm thanh và video).
AFP là nhóm Bồ Đào Nha của Liên đoàn Công nghiệp thu âm quốc tế (IFPI). AFP tập hợp các nhà xuất bản thu âm chính thức hoạt động tại thị trường Bồ Đào Nha và các chi nhánh đại diện cho hơn 95% của thị trường giải trí âm nhạc.
Kể từ khi ra đời vào năm 1989, AFP đã đưa ra thông tin thị trường dành cho sinh viên ở nhiều mức độ khác nhau của ngành giáo dục. Top + chương trình được phát sóng bởi RTP1, là một bảng xếp hạng chương trình hàng tuần thực hiện trong quan hệ đối tác giữa AFP và RTP và là một trong những phần giải trí lâu đời nhất trên truyền hình Bồ Đào Nha.

## Chứng nhận doanh số tiêu thụ
Âm nhạc album và đĩa đơn
- Vàng: 10.000
- Bạch kim: 20.000

Âm nhạc DVD
- Vàng: 4,000
- Bạch kim: 8,000